# Pentaclethra eetveldeana
Pentaclethra eetveldeana är en ärtväxtart som beskrevs av De Wild. och Théophile Alexis Durand. Pentaclethra eetveldeana ingår i släktet Pentaclethra och familjen ärtväxter. Inga underarter finns listade i Catalogue of Life.